# Audio pojačavač
Signal predstavlja fizičku veličinu čija vrijednost ili promjena tokom vremena sadrži neku informaciju. U elektrotehnici se informacija često prenosi pomoću napona ili struje, pa imamo naponski ili strujni signal. Na primjer, veličina napona iz mikrofona pokazuje koliko je zvuk bio jak, a učestanost tog napona pokazuje kolika je bila visina tona.
Pojačavač je elektronsko kolo na čiji se ulaz dovodi neki signal i na njegovom izlazu se dobije signal istog oblika,ali veće vrijednosti i veće snage. Na primjer, na ulaz pojačavača se dovodi naizmjenični napon od 1mV, a na njegovom izlazu se dobije takođe naizmjeničan napon istog oblika od 100mV.
Pojačavač snage treba da obezbedi veliku snagu na njegovom izlazu i da tu snagu preda potrošaču, tj. zvučniku. Tranzistori se napajaju iz jednosjmernog električnog izvora (transformator, Grecov spoj i elektrolit), a služe za pojačanje naizmjeničnog signala(signal iz cd plejera, kasetofona, gramofona…) koji se dovodi na ulaz pojačavača. Prilikom rada tranzistor uzima električnu energiju iz jednosmjernog izvora napajanja i jedan njen dio pretvara u naizmjeničnu energiju signala na izlazu. To znači da tranzistorski pojačavač prilikom svog rada ne proizvodi električnu energiju,nego pretvara energiju jednosmjernog izvora u energiju pojačanog signala na izlazu.
Audio pojačavači pripadaju specifičnoj oblasti elektronike. Karakteristike koje treba da imaju ovi pojačavači moraju biti veoma stroge. Prva karakteristika je da se obezbijedi adekvatno pojačanje signala koji se sastoji od mnoštvo komponenti čije su frekvencije u opsegu od 20Hz-20kHz. Naravno, pojačavač može imati razne frekventne karakteristike. Na primer, neki pojačavači imaju frekventnu karakteristiku od 5Hz-100kHz, drugi od 10Hz-80kHz. Važno je da pojačavač ima što veći frekventni opseg,radi boljeg kvaliteta i da pojačanje u opsegu od 20Hz-20kHz ne opadne za više od 3dB, najbolje bi bilo da u tom opsegu pojačanje bude 0dB radi što šireg opsega. Pri ovome amplituda signala može biti reda nekoliko stotina mikrovolti pa do nekoliko volti sa izuzetno naglim prelaskom od malih ka velikim amplitudama. Pojačanje mora da se obavi bez dodatnog unošenja izobličenja bilo koje vrste (harmonijskog, amplitudnog ili faznog) i unošenja dodatnog šuma.Kada bi se šum pomijšao sa korisnim signalom, korisni signal bi bio “zagađen” i pri reprodukciji se teže dobija informacija, tj. šum ometa razumljivost. Važno je napomenuti da su šumovi nepoželjni u pojačavačima jer su štetni i otklanjaju se brižljivom konstrukcijom, tj. uzimaju se elementi sa što manjim tolerancijama i obraća se pažnja na raspored elemenata. Uzimaju se metalfilm otpornici, tantal kondenzatori.

## Podjela pojačavača snage
Pojačavače snage možemo podijeliti na dvije vrste. Prva je u odnosu na tip izlaznog stepena, a druga u odnosu na režim rada pojačavača.

### Podjela pojačavača u odnosu na tip izlaznog stepena

#### Integrisani (sa IC kolima)
U novije vrijeme sve se više proizvode pojačavači u integrisanoj tehnici, tj. sa IC kolima koji posjeduju takve karakteristike da omogućuju realizaciju pojačavača dobrih performansi. Sva integrisana kola koja se ugrađuju u audio pojačavačima imaju propusni opseg od 20Hz-20kHz, veliki dozvoljeni napon i znatnu struju, imaju visok stepen iskorišćenja i potiskivanja šuma, termičku zaštitu koja djeluje na 100-150 stepeni celzijusa. Zbog tehnologije, sve se više proizvode ova kola koja u jednom čipu imaju otpornike, diode, kondenzatore, tranzistore. Zato je najbolje zbog jednostavnosti izrade pojačala napraviti prve projekte sa IC kolima kao što su STK, TDA.

#### Neintegrisani tip
Može biti ostvaren sa: 
- bipolarnim tranzistorima
- FET tranzistorima
- IGBT tranzistorima
- elektronskim cijevima

Razlika između bipolarnih i FET-ova je u tome što se bipolarni tranzistor ponaša kao element za strujno pojačanje, gdje mala struja upravlja velikom vrijednošću, a FET kao promjenljivi otpor upravljan naponom. Kod bipolarnih tranzistora, struja teče ka bazi, a kod FET-a upravljanje je “bez energije”. Potreban je samo pobudni napon pri čemu je struja gejta zanemarljiva. Na prvi pogled, sa FET-ovima se mogu realizovati jednostavna rešenja, jer je nepotrebna transformacija audio signala u struju baze za bipolarni transistor. Tipicna osobina FET-a je kapacitivnost između gejta i drejn/sors-kanala, koja je reda nekoliko nanofarada. Kod visokih frekvencija potrebna je i veća struja pobude radi održavanja što šireg opsega izlazne sekcije. Ukratko, sa FET-ovima je lakše ostvariti veliki napon, struju I širok prenosni opseg I manje zagrijevanje nego sa bipolarnim tranzistorima.

### Podjela pojačavača u odnosu na režim rada

#### Pojačavač koji radi u klasi A
Pojačavači koji rade u klasi A posjeduju takve radne uslove (radna tačka i veličina ulaznog signala) da radna tačka uvek ostaje u aktivnoj oblasti prenosne
karakteristike i struja izlaznog signala teče i izaziva zagrijevanje, tj. električna energija se pretvara u toplotnu.Treba još napomenuti da jedan tranzistor radi u toku obije poluperiode ulaznog signala.Radna tačka se nalazi na sredini najlinearnijeg dijela radne prave. Izlazni signal je proporcionalan ulaznom,pri čemu je ova proporcionalnost linearna. Pojačavači koji rade u klasi A imaju vrlo mali stepen korisnog dejstva.Maksimalni teorijski stepen korisnog dejstva je 25% ,a ako se doda transformator kao veza između zvučnika i tranzistora stepen korisnog dejstva je 50% maksimalno. Ali, pored svih navedenih ovih mana, oni imaju i dobru osobinu,a to je kvalitet zvuka koji je izuzetan.

#### Pojačavač koji radi u klasi B
Pojačavači koji rade u klasi B baziraju se na principu provođenja tranzistora u toku samo jedne poluperiode. Znači,za rad su neophodna barem dva tranzistora, jedan za pozitivnu a drugi za negativnu poluperiodu u takozvanoj push-pull vezi da bi na zvučniku dobili sinusni oblik struje i napona. Kada nema ulaznog signala, kroz izlazne tranzistore ne teče struja, što znači da nema ni zagrijevanja. Radna tačka se nalazi na radnoj pravi gdje prestaje da teče struja. Stepen korisnog dejstva je 78.5% maksimalno što je odlično u odnosu na A klasu, tj. pri korišćenju istih tranzistora, pojačavač u klasi B može dati pet puta veću snagu nego pojačavač u A klasi. Ali, prednost ovog stepena je samo u stepenu iskorišćenja, javljaju se znatna izobličenja za napon manji od praga provođenja tranzistora.

#### Pojačavač koji radi u klasi AB
Pojačavači koji rade u AB klasi zasnivaju se skoro na istom principu kao i pojačavači u B klasi, sa tim što struja teče kada nema ulaznog signala. Izobličenja su znatno manja nego u B klasi pa se zato ova klasa pojačavača upotrebljava svuda gdje je potreban veliki stepen iskorišćenja(skoro isti kao u B klasi) i kvalitetan zvuk.

## Primjer pojačivača Universal
T11 i T12 su ulazni diferencijalni par. Ulazni signal je priključen na bazu T11 preko R29 i C9. Negativna povratna sprega je priključena na bazu T12.T11 i T12 pojačavaju razliku između ulaza i negativne povratne sprege pa se dobija pojačani izlazni signal na svojim kolektorima.
T14 i T13 su izvor konstantne struje za ulazni diferencijalni par i obezbeđuje im veliko pojačanje.Sledeći stepen je naponski stepen, tj. kolo za pojačanje napona. Tu je diferencijalni par T9 i T10, on se pobuđuje naponom kolektora T11 i T12. U ovom stepenu se nalazi još i aktivno opterećenje ili strujno ogledalo, koje se sastoji od T8 i T7.
Izlaz T10 pobuđuje gejtove izlaznih tranzistora T1, T2, T3, T4, T5, T6 koji predstavljaju izlazni stepen i komplementarne parove. Znači, T10 je drajver koji pobuđuje sve izlazne a ne samo P-kanalne MOSFET-ove, T7 predstavlja samo elemenat aktivnog otperećenja i on ne pobuđuje N-kanalne MOSFET-ove već sve to radi samo T10. Gejtovi T1, T2, T3 nisu direktno spojeni sa bazama T4, T5, T6 već su odvojeni trimerom (R14) i R32.
Trimer obezbeđuje malu struju gejta za izlazne tranzistore,što znači da sa njim podešavamo mirnu struju pojačavača.Signal koji se pojavljuje na gejtovima MOSFET-ova je limitiran na 12,6V postojanjem dioda D1,D2,D3,D4.Ove diode služe da zaštite MOSFET-ove od prevelikog napona gejta, tj. služe da ne bi došlo do razaranja izlaznih tranzistora.
Otpornici R8, R9, R10, R11, R12, R13 u seriji sa gejtovima izlaznih tranzistora služe da spreče parazitne oscilacije na veoma visokim frekvencijama i da smanje razlike u karakteristikama MOSFET-ova ako se razlikuju. Kondenzatori C10, C11, C12 služe da izjednače gejt kapacitivnost N-kanalnog sa većom gejt kapacitivnosću P-kanalnog MOSFET-a.
Emitorski otpornici R1, R2, R3, R4, R5, R6 služe da poboljšavaju dijeljenje struje u svakom paru MOSFET-ova i doprinose termičkoj stabilnosti pojačavača.
Na izlazu se nalazi “Zobel” komponenta koja se sastoji od R7 i C1,služi da obezbijedi nisku impedansu kada impedansa zvučnika raste na višim frekvencijama.Ukupno pojačanje je određeno negativnom spregom R19 i R28 i postavljeno je na 34dB. C7 određuje donju graničnu frekvenciju koja iznosi 3.5Hz.Ipak,glavni uticaj na donju graničnu učestanost ima C9 i R30 koji postavljaju donju granicu od 10Hz na -3dB. Gornja granična učestanost zavisi od R29 i C5 i postavljaju gornju graničnu učestanost na 160kHz na -3dB.

## Spoljašnje veze
- Audio Amplifiers